# 李觀有
李觀有（英語：Li Kun-yau，1913年—?）是一名於香港日佔時期為憲兵隊工作的警察，他於新界大埔一帶對於盟軍間諜和游擊隊成員進行偵查和刑拘活動。日本戰敗後被捕，被控違法1940年防務條例和虐待多名被捕者，1947年被判處10年苦工監禁。

## 簡歷
李觀有生於粉嶺，在1930年至1940年間於九廣鐵路擔任扳道員。香港日佔時期，他於1942年7月加入大埔憲兵隊擔任憲查，主要任務是穿軍裝在大埔墟附近的市集，火車站和碼頭巡邏，亦會以便裝進行特別任務。1945年12月，他被港英當局拘捕。

## 審判過程
李觀有一案由督察巴特利（Inspector J. Bradley）負責，他被控在憲兵隊工作期間於1944年12月至1945年1月於大埔拘捕、審訊和虐待村民，合共14項控罪。部份證人的供詞如下：
1947年1月，案件於高等法庭正式審訊，法官是威廉士（E. H. Williams），主控官是幾利福（A. J. Clifford）。
- 受害人鄧培（Tang Pui）被憲兵隊拘捕，李向鄧父指其子因作為游擊隊情報員被捕，他最後後下落不明。
- 受害人沈金蛟（Shum Kum-kao），被李和憲兵拘捕時年僅13歲，李多次向他施以灌水、火燒和鞭打等酷刑作逼供。
- 受害人鍾雲偉（Chung Wan-wai），被李和其他二人拘捕，李參與對其嚴刑審訊和虐待。
- 受害人林英源（Lam Ying-yuen），被李拘捕，李參與對其嚴刑審訊和虐待。
- 有六名村民亦指證李參與南華莆村的搜捕行動，行動中包括15名華人、10名日本人和10名印度人。其中受害人鄭保（Cheung Po）是南華莆村村長，他在憲兵部被虐待至死。[4]
- 受害人Cheung Chung-man，被李拘捕及負責押解他到赤柱監獄。

李觀有沒有法律代表，否認所有控罪，並表示對所有案情不知情。經審議後，陪審員一致認為被告14項罪名全部成立，法官判予10年苦工監禁。